# Euphyia griseata
Euphyia griseata là một loài bướm đêm trong họ Geometridae.